# Ditha sumatraensis
Ditha sumatraensis är en spindeldjursart som först beskrevs av Chamberlin 1923.  Ditha sumatraensis ingår i släktet Ditha och familjen Tridenchthoniidae. Inga underarter finns listade i Catalogue of Life.